# Hiperostosi
La hiperostosi és una osteopatia que consisteix en una hipertròfia dels ossos que pot ser difusa o estar limitada a una part de l'esquelet. Es dona en nombroses malalties musculoesquelètiques, com ara la hiperostosi vertebral anquilosant, i altres tipus de trastorns, com ara la hipervitaminosi A i la síndrome SAPHO. Així mateix, hi ha tumors, com ara els meningiomes, que causen una hiperostosi reactiva.